# Olof Vessberg
Olof Vessberg, född 21 april 1909, död 15 januari 1975, var en svensk museiman och professor.
Han var chef för Cypernsamlingarna 1945-1953 och bidrog till expeditionens publikationer, bland annat de delar som behandlade grekisk och romersk tid. Under denna tid arbetade han för att de olika samlingarna från medelhavsområdet i Stockholm skulle få ett eget museum. Han var föreståndare för Svenska institutet i Rom under åren 1953-1955.
Medelhavsmuseet grundades 1954 och Vessberg blev chef, en position som hade ända fram till 1970 då han blev sjuk. Det var också Vessberg som startade utgivningen av Medelhavsmuseets bulletin 1961. Han grundade Medelhavsmuseets vänner 1966 och blev föreningens ordförande 1971.
Samma år som han blev sjuk, 1970, blev han också professor. Han höll ofta sina föreläsningar i lokalerna för Medelhavsmuseets samlingar och hans studenter fick ofta arbeta med ämnen kopplade till dessa.